# Ralf Rocchigiani
Pour les articles homonymes, voir Rocchigiani.
Ralf Rocchigiani est un boxeur allemand né le 13 février 1963 à Duisbourg.

## Carrière
Passé professionnel en 1983, il remporte le titre vacant de champion du monde des lourds-légers WBO en battant Carl Thompson par arrêt de l'arbitre à la 11e reprise le 10 juin 1995. Rocchigiani défend 6 fois sa ceinture mais perd aux points le combat revanche contre Thompson le 4 octobre 1997.